# Андервуд, Алфред
А́лфред А́ндервуд (англ. Alfred Underwood), также известный как Ал(ь)ф Андервуд (англ. Alf Underwood; 14 апреля 1869 — 8 октября 1928) — английский футболист, защитник. Выступал за футбольный клуб «Сток», а также за национальную сборную Англии.

## Клубная карьера
Футбольную карьеру начал в юношеских командах «Ханли Табернакл» и «Этурия». В 1887 году перешёл в клуб «Сток» из Сток-он-Трента. 8 сентября 1888 года Андервуд дебютировал в Футбольной лиге в матче против «Вест Бромвич Альбион». В сезоне 1888/89 провёл за «Сток» все 22 матча в Футбольной лиге, выступая на позиции левого защитника. В сезоне 1890/91 помог «Стоку» выиграть Футбольный альянс (созданный в качестве альтернативы Футбольной лиге). В сентябре 1893 года 24-летний футболист получил травму колена в матче против «Ноттингем Форест», из-за чего в том же году объявил о завершении карьеры. Однако в феврале 1895 года провёл ещё один официальный матч за «Сток». В общей сложности провёл за клуб 132 официальных матча.
В 1890 году выступал за бейсбольный клуб «Сток» в Национальной бейсбольной лиге Великобритании.

## Карьера в сборной
7 марта 1891 года дебютировал за национальную сборную Англии в матче Домашнего чемпионата против сборной Ирландии на стадионе «Молинью» в Вулвергемптоне, в котором англичане разгромили соперника со счётом 6:1. Год спустя, 5 марта 1892 года провёл свой второй матч за сборную, тоже против Ирландии, в котором англичане одержали победу со счётом 2:0. В том матче за Англию сыграли сразу трое игроков «Стока»: вратарь Билл Роули и защитники Томми Клэр и Алфред Андервуд.

## Стиль игры
В «Стоке» сформировал мощную связку в обороне с Томми Клэром. Характерными чертами Андервуда были лысеющая голова и глубоко посаженные глаза, что придавало его «демонический» вид.
Андервуд отличался жёсткими отборами мяча и длинными выносами. В местных газетах его часто критиковали за опрометчивую игру. Иногда он неосмотрительно выносил мяч от своих ворот, например, в сентябре 1888 года в игре против «Аккрингтона» он сильно пнул мяч вверх, после чего «Аккрингтон» легко забил гол. После этого в газете The Sentinel появилась заметка, автор которой советовал Андервуду «перестать пытаться разбивать окна».

## Статистика выступлений

### Клубная статистика
| Клуб  | Сезон   | Лига              | Лига | Лига | Кубок Англии | Кубок Англии | Итого | Итого |
| Клуб  | Сезон   | Дивизион          | Игры | Голы | Игры         | Голы         | Игры  | Голы  |
| ----- | ------- | ----------------- | ---- | ---- | ------------ | ------------ | ----- | ----- |
| Сток  | 1887/88 |                   | −    | −    | 4            | 0            | 4     | 0     |
| Сток  | 1888/89 | Футбольная лига   | 22   | 0    | 0            | 0            | 22    | 0     |
| Сток  | 1889/90 | Футбольная лига   | 22   | 0    | 4            | 0            | 26    | 0     |
| Сток  | 1890/91 | Футбольный альянс | 21   | 0    | 3            | 0            | 24    | 0     |
| Сток  | 1891/92 | Футбольная лига   | 22   | 0    | 5            | 0            | 27    | 0     |
| Сток  | 1892/93 | Первый дивизион   | 26   | 0    | 1            | 0            | 27    | 0     |
| Сток  | 1893/94 | Первый дивизион   | 1    | 0    | 0            | 0            | 1     | 0     |
| Сток  | 1894/95 | Первый дивизион   | 1    | 0    | 0            | 0            | 1     | 0     |
| Итого | Итого   | Итого             | 115  | 0    | 17           | 0            | 132   | 0     |

### Статистика в сборной
| Команда | Год   | Игры | Голы |
| ------- | ----- | ---- | ---- |
| Англия  | 1891  | 1    | 0    |
| Англия  | 1892  | 1    | 0    |
| Итого   | Итого | 2    | 0    |

## Достижения
«Сток»
- Чемпион Футбольного альянса: 1890/91

Сборная Англии
- Победитель Домашнего чемпионата Великобритании: 1891